# Даниш, Сарвар
Мухаммад Сарвар Даниш (дари سرور دانش; род. 1961, Дайкунди, Королевство Афганистан) — афганский политик, занимал должность Второго вице-президента Исламской Республики Афганистан с 2014 до 2021 года. Ранее он исполнял обязанности министра юстиции (2004—2010) и министра высшего образования (2010—2014). Когда в 2004 году провинция Дайкунди была выделена из провинции Урузган, Даниш стал её первым губернатором.

## Биография
Мухаммад Сарвар Даниш, сын Мухаммеда Али, родился в 1961 году в районе Иштарлай, провинция Дайкунди, в центральном Афганистане. По национальности хазареец.
Даниш получал высшее образование в области права, журналистики и исламоведения в Ираке, Сирии и Иране. Является магистром фикха. С 1982 по 2001 год писал различные научные публикации. Даниш написал 15 книг и 700 академических эссе. Владеет языками дари, пушту и арабским.
После свержения первого режима талибов в 2001 году и формирования администрации президента Хамида Карзая Даниш принял участие в Лойя-джирге 2002 года. По указу Карзая он был назначен членом Комиссии по разработке конституции, а также участником конституционной Лойя-джирги.